# Abraham Cruzvillegas
Abraham Cruzvillegas (* 1968 in Mexiko-Stadt) ist ein mexikanischer Konzept- und Installationskünstler.

## Leben und Werk
Abraham Cruzvillegas studierte von 1986 bis 1990 Pädagogik an der Nationalen Autonomen Universität von Mexiko und folgte zur gleichen Zeit dem Workshop Taller de los Viernes bei Gabriel Orozco.
Cruzvillegas ist in der Colonia Ajusco im Stadtregion Mexiko-Stadt aufgewachsen und lebt dort noch stets. Die Menschen dort bauen (illegal) ihr Zuhause mit Hilfe ihrer Familienmitglieder, Nachbarn, Verwandten und Freunden, selbst. Langsam, so wie es mit begrenzten Mitteln möglich ist, „wachsen“ die Häuser in einem lang andauernden Prozess unter Verwendung verschiedener Materialien, der die Veränderung im Leben ihrer Bewohner sichtbar macht.
Seit 2007 arbeitet Cruzvillegas an dem Projekt „Autoconstrucción/Eigenkonstruktion“. Für seine Plastiken und Installationen arbeitet er mit Fundstücken. Er verwendet Dinge und Materialien, die weggeworfen wurden und gibt ihnen eine neue Verwendung.

## Ausstellungen (Auswahl)
- 1994: Havana Biennial
- 2002: Biennale von São Paulo
- 2003: 50. Biennale di Venezia
- 2012: dOCUMENTA (13)